# Mercury Mariner
Der Mercury Mariner ist ein SUV des Automobilherstellers Ford. Das Fahrzeug wurde im Herbst 2004 vorgestellt und war das Schwestermodell von Mazda Tribute und Ford Escape, verfügte aber aufgrund der Positionierung der Marke Mercury über eine gehobenere Ausstattung.

## Mariner (2004–2007)
Im Herbst 2004 wurde der Mariner eingeführt. Die Mechanik ist mit dem Ford Escape identisch, wobei es den Mercury nur mit Getriebeautomatik gab. Äußerliche stilistische Unterschiede waren z. B. eine zweifarbige Innenausstattung und den für Mercury typischen „Wasserfall“-Kühlergrill mit Emblem. Der Mariner stellte Mercurys erster SUV, der auf einem PKW basiert, und ordnet sich in der Modellpalette unterhalb des Mountaineer ein.

### Hybrid
Ab Anfang 2006 gab es den Mariner auch als Hybrid. Die Mechanik glich seinem Schwestermodell Ford Escape Hybrid. Beide Modelle sind Vollhybridausführungen, was bedeutet, dass sie entweder rein elektrisch, nur mit Benzinmotor oder mit beiden Motoren zusammen betrieben werden können. Die Umschaltung erfolgt automatisch, um bei jeder Geschwindigkeit und Beladung die beste Leistung und Effizienz zu erreichen. Beim Bremsen oder Anhalten wird die Energie wieder in elektrischen Strom umgewandelt, wobei der Elektromotor als Generator wirkt und die Batterien lädt. Mit 155 bhp (114 kW) beschleunigt der Mariner Hybrid fast genau so schnell wie der konventionell betriebene Mariner mit 200 bhp (147 kW)-V6-Motor.

### Präsidentenausführung
Am 7. September 2006 lieferte Ford eine spezielle „Präsidentenausführung“ des Mercury Mariner Hybrid an den früheren US-Präsidenten Bill Clinton. Die Ausstattung umfasst:
- LED-Beleuchtung
- 110 V-Steckdose
- Einzelsitze hinten
- Ausklappbare Schreibpulte in der Mittelkonsole und an den Rücksitzen
- DVD-Spieler an jedem Sitzplatz
- Kühlschrank
- Vergrößerter Rücksitzraum

Es gibt auch etliche nicht veröffentlichte Sicherheitsausstattungen an diesem Fahrzeug.

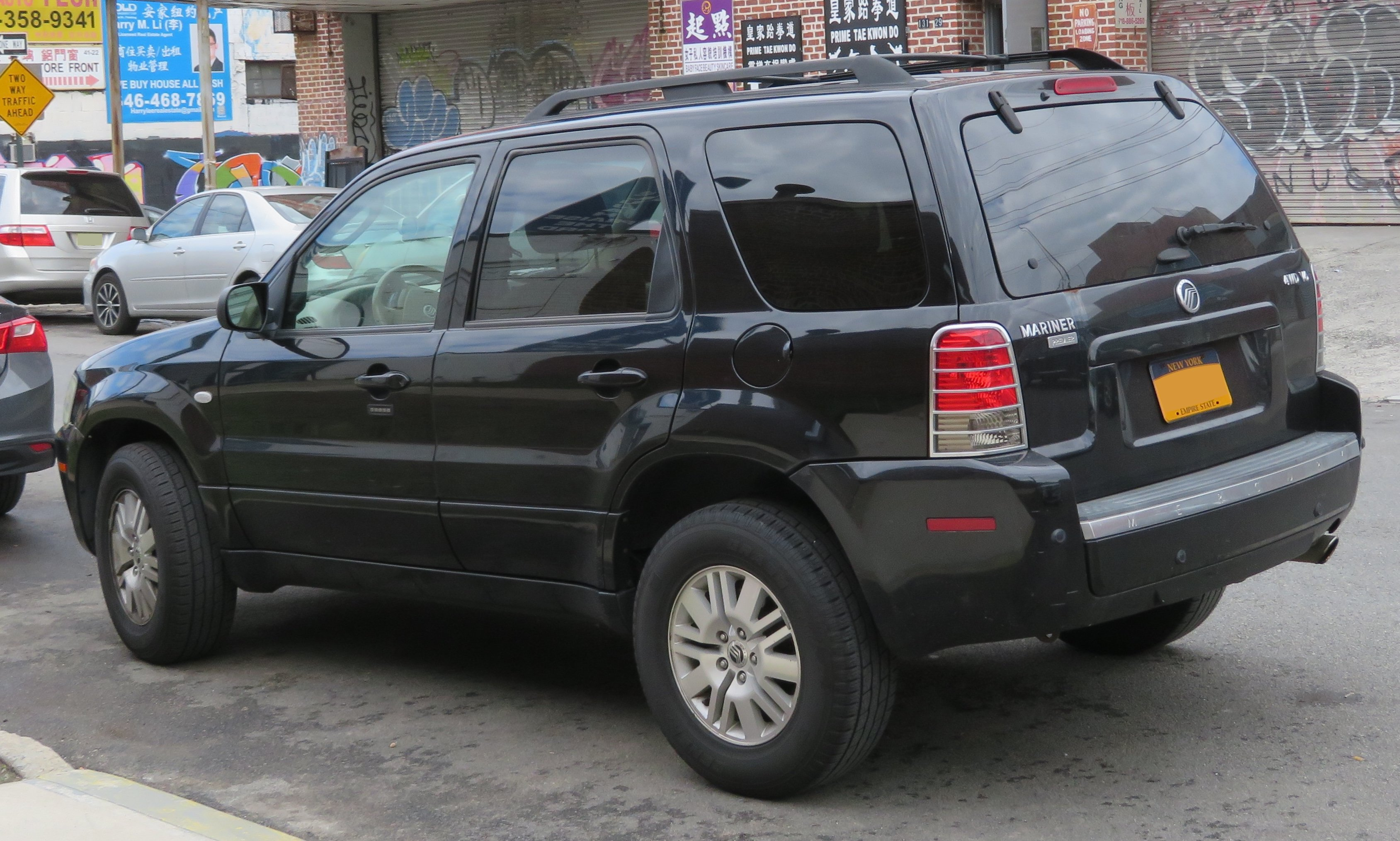
Heckansicht

## Mariner (2007–2010)
Die zweite Generation des Mariner wurde auf der South Florida International Auto Show am 6. Oktober 2006 vorgestellt und sollte einer neuen Ausrichtung der Marke Mercury Ausdruck verleihen. Ende 2007 gelangte sie in den Handel.
Der Mariner erhielt umfassende Modifikationen, baute aber nach wie vor auf der Ford-CD2-Plattform auf. Die Überarbeitungen an der Karosserie umfassen eine höhere Gürtellinie, neue Türen und Räder, neue Frontscheinwerfer und Rücklichter sowie eine neue Heckklappe. Die Innenausstattung wurde durch neue Sitze, höherwertige Materialien und bessere Ausstattungsdetails deutlich verbessert. Das Motorenangebot blieb unverändert, aber der 3,0-Liter-Duratec-V6 soweit überarbeitet, dass er 10 % weniger Treibstoff verbraucht.

Ende 2010 lief die Produktion des Mariner aufgrund der Einstellung der Marke Mercury aus.

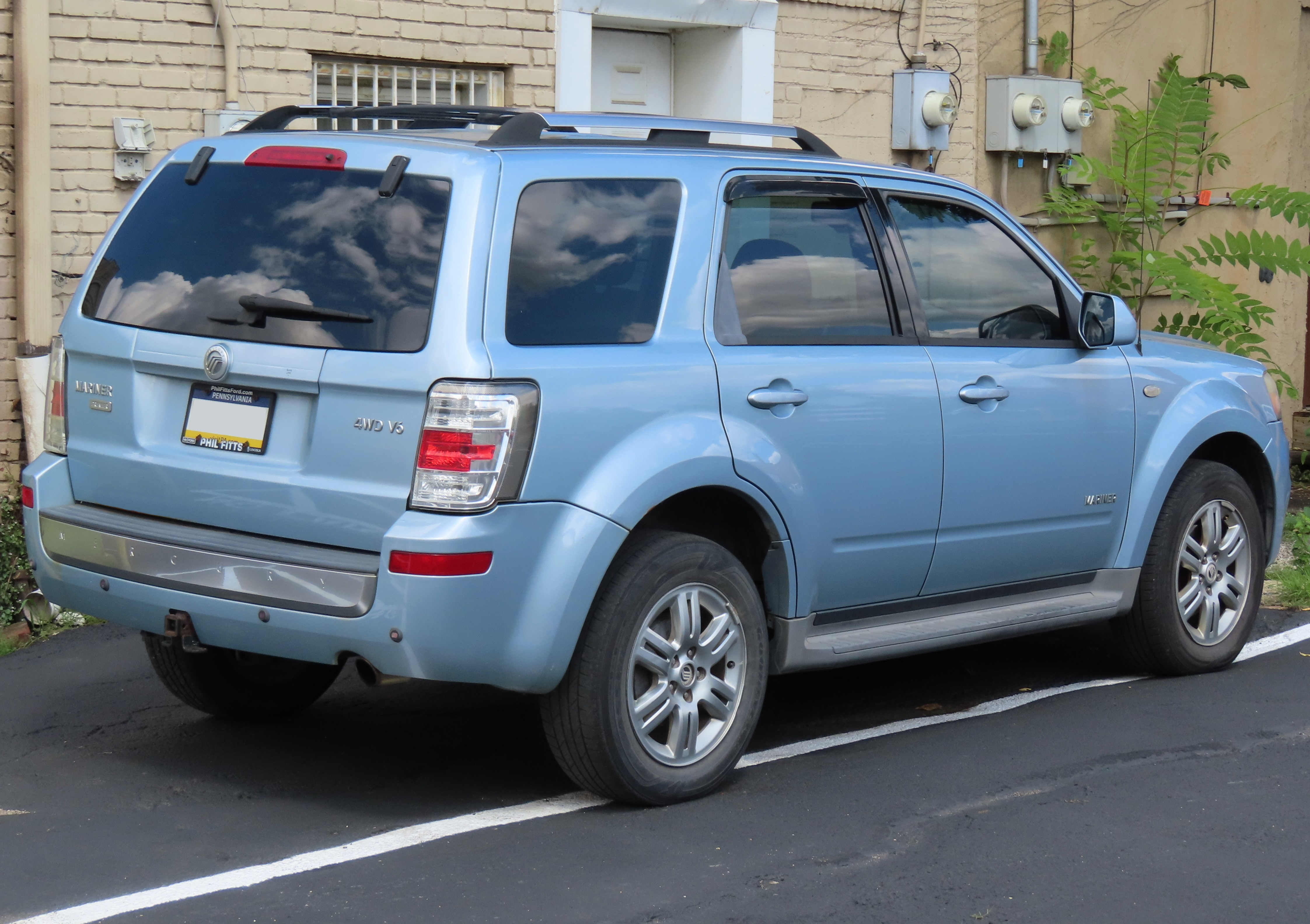
Heckansicht
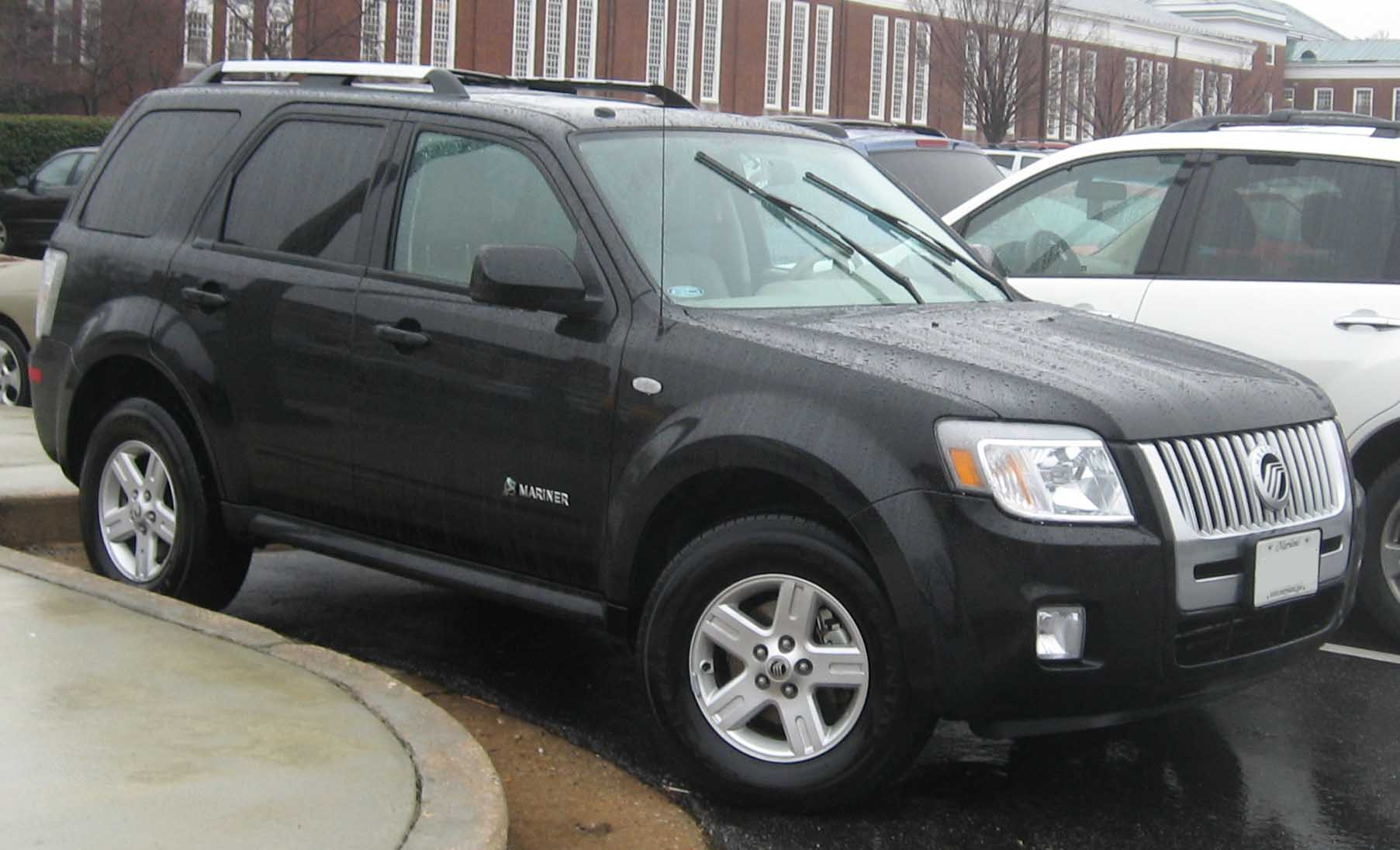
Mercury Mariner Hybrid (2008)

## Vermarktung
Der Mariner wurde, wie alle anderen zeitgenössischen Mercury-Modelle, nur in den USA, Mexiko und Tansania angeboten.

## Auszeichnungen
- Der Mariner erhielt 2005, 2006 und 2007 die Auszeichnung als bestes Angebot von Consumers Digest.
- Der Mercury Mariner Hybrid war 2006 das Green Car of the Year.